# Таринци
Таринци (на македонска литературна норма: Таринци) е село в централната източна част на Северна Македония, община Карбинци.

## География
Селото е разположено на около 2 km южно от общинския център Карбинци и на около 7 km северно от Щип.

## История
На 800 m североизточно от селото в местността Връшник е разкрито неолитно селище. В съседство в местността Кръст има две могилни погребения от римската епоха.
В XIX век Таринци е изцяло българско село в Щипска кааза на Османската империя. Според статистиката на Васил Кънчов („Македония. Етнография и статистика“) от 1900 година Тараúнци има 85 жители, всички българи християни.

## Личности
Родени в Таринци
- Лазар Донев Гацов, арестуван след убийството на Стоян Мишев в 1924 година, осъден на 20 години, лежал 4 години във вериги в Лепоглава и умрял;[3][4][5] на 29 април 1943 година баща му Доне Деянов Гацов, живеещ в Щип, подава молба за българска народна пенсия, която е одобрена и пенсията е отпусната от Министерския съвет на Царство България[3]
- Трайчо Я. Чолаков (1875 - след 1944) - български общественик, деец на македонската емиграция, в 1894 година се преселва в Кюстендил и става чиновник в общината и учител, през 20-те и 30-те години гравитира около михайловисткото крило във ВМРО